# Cabuilimo (Ort)
Cabuilimo (Cabulimo, Cabuilimu) ist ein osttimoresischer Ort im Suco Dato (Verwaltungsamt Liquiçá, Gemeinde Liquiçá). Das Zentrum des Dorfes, mit der Grundschule Cabuilimo, liegt im Süden der Aldeia Cabuilimo in einer Meereshöhe von 731 m. Die weit auseinandergezogene Siedlung reicht mit ihrem Süden bis in die benachbarte Aldeia Hatululi, die zum Suco Loidahar gehört. Nordöstlich fließt unterhalb des Dorfes im Tal der Caulara, ein Quellfluss des Gularkoo.